# دافيدي أنطونيو فوساتي
دافيدي أنطونيو فوساتي هو رسام ونقاش سويسري، ولد في 1708 في مورکوت ‏ في سويسرا، وتوفي في 1795 في البندقية في إيطاليا.